# Волжанка (Саратовская область)
Волжа́нка — деревня в Турковском районе Саратовской области. Входит в состав Рязанского муниципального образования.

## География
Деревня находится на крайнем западе Саратовской области, на правом берегу реки Волжанчик, на расстоянии 295 км к северо-западу от города Саратов, административного центра области. Абсолютная высота — 136 м над уровнем моря.

### Часовой пояс
Деревня Волжанка, как и вся Саратовская область, находится в часовой зоне МСК+1. Смещение применяемого времени относительно UTC составляет +4:00.

## Население
| 2010 |
| ---- |
| 5    |

## Уличная сеть
В деревне имеется одна улица — Мира.